# Diocesi di Sebastopoli di Armenia
La diocesi di Sebastopoli di Armenia (in latino Dioecesis Sebastopolitana in Armenia) è una sede soppressa del patriarcato di Costantinopoli e sede titolare della Chiesa cattolica.

## Storia
Sebastopoli di Armenia, identificabile con Sulusaray nell'odierna Turchia, è un'antica sede episcopale della provincia romana dell'Armenia Prima nella diocesi civile del Ponto. Faceva parte del patriarcato di Costantinopoli ed era suffraganea dell'arcidiocesi di Sebastea.
Diversi sono i vescovi attribuiti a questa diocesi. San Melezio vissuto nel IV secolo, ricordato nel martirologio romano al 4 dicembre: «A Sanaklar nel Ponto, nell’odierna Turchia, san Melezio, vescovo, che, già insigne per le sue doti di cultura, ancora più celebre fu per le sue virtù d’animo e per la sua integrità di vita». Cecropio intervenne al concilio di Calcedonia nel 451. Gregorio sottoscrisse nel 458 la lettera dei vescovi dell'Armenia Prima all'imperatore Leone dopo la morte di Proterio di Alessandria. Fozio era presente al concilio detto in Trullo nel 692. Al secondo concilio di Nicea del 787 non era presente il vescovo; nelle prime sessioni la diocesi era rappresentata dal presbitero Costantino, che tuttavia firma la professione di fede finale come vescovo. Infine due vescovi, Epifanio e Manuele, sono noti grazie ai rispettivi sigilli vescovili, databili all'XI e XII secolo.
Dal XVIII secolo Sebastopoli di Armenia è annoverata tra le sedi vescovili titolari della Chiesa cattolica; la sede è vacante dal 13 novembre 1990.

## Cronotassi

### Vescovi greci
- San Melezio † (IV secolo)
- Cecropio † (menzionato nel 451)
- Gregorio † (menzionato nel 458)
- Fozio † (menzionato nel 692))[3]
- Costantino † (menzionato nel 787)[4]
- Epifanio † (XI secolo)[5]
- Manuele † (XII secolo)[6]

### Vescovi titolari
I vescovi di Sebastopoli di Armenia appaiono confusi con i vescovi di Sebastopoli di Tracia, perché nelle fonti citate le cronotassi delle due sedi non sono distinte.
- György Bizánczy † (3 aprile 1716 - 22 luglio 1733 deceduto)
- Pál László Eszterházy † (16 settembre 1776 - 2 aprile 1781 nominato vescovo di Pécs)
- Etienne-André-François de Paule de Fallot de Béaupré de Beaumont † (16 dicembre 1782 - 1786 succeduto vescovo di Vaison)
- Marcello Cortenovis, B. † (14 febbraio 1797 - prima del 22 dicembre 1800 deceduto)
- Joseph-Marie Chauveau, M.E.P. † (27 marzo 1846 - 21 dicembre 1877 deceduto)
  - Aloysius Meyer, C.M. † (5 luglio 1881 - ?) (vescovo eletto)
- Juan Nepomuceno Rueda † (3 luglio 1882 - 30 gennaio 1892 nominato vescovo di Antioquía)
- Manuel Santander y Frutos † (24 febbraio 1900[7] - 14 febbraio 1907 deceduto)
- John Francis Vaughan † (13 luglio 1909 - 4 dicembre 1925 deceduto)
- Arthur Hinsley † (10 agosto 1926 - 9 gennaio 1930 nominato arcivescovo titolare di Sardi)
- Antonius Hilfrich † (31 marzo 1930 - 30 ottobre 1930 succeduto vescovo di Limburg)
- James J. Roche † (26 giugno 1931 - 23 marzo 1935 succeduto vescovo di Cloyne)
- James Dey † (13 aprile 1935 - 8 maggio 1946 deceduto)
- George Laurence Craven † (14 giugno 1947 - 15 marzo 1967 deceduto)
- Léonce Tchantayan † (16 gennaio 1972 - 13 novembre 1990 deceduto)